# Drumul mătăsii

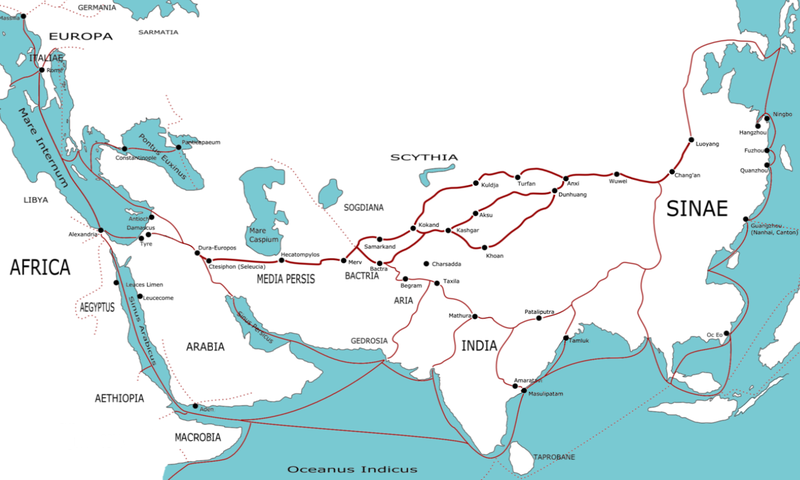
Drumul mătăsii

Drumul mătăsii (絲綢之路 în chineză tradițională, 丝绸之路 în chineză simplificată, sī chóu zhī lù în pinyin) a fost o serie de rute interconectate care au trecut prin Asia de Sud, între Chang'an (astăzi Xi'an), China de azi, înspre Turcia, Siria și alte destinații ale Asiei Mici.  „Drumul Mătăsii” este de fapt o împletitură de drumuri de caravană, ruta principală legând bazinul Mării Mediterane cu estul Asiei, denumirea aceasta fiind deja folosită în perioada bizantină. Succesorul lui comercial e "Inițiativa Centură și Drum" ori "O curea, un drum", proclamat de China secolului al XXI-lea d.C.

## Istoric

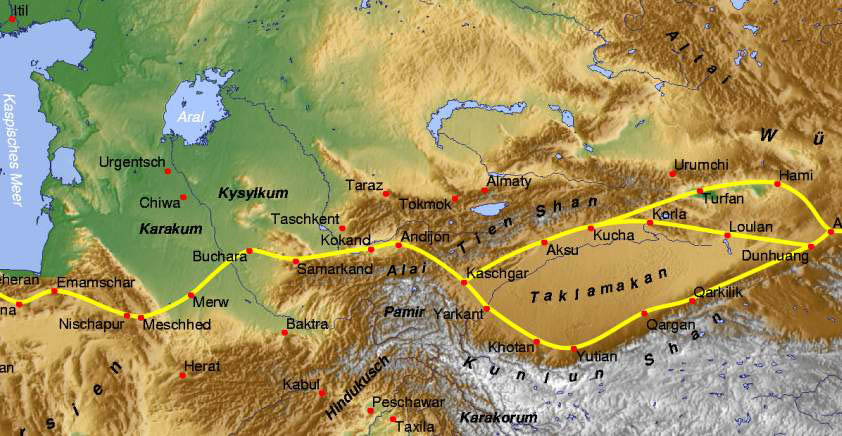
Detaliu al rutelor Drumului Mătăsii, din Nordul și din Sudul Deșertului Taklamakan

O legătură comercială între China și Europa a existat din cele mai vechi timpuri, bazându-se pe schimburi de mărfuri, înlesnind totodată și contacte diplomatice și culturale.
Specialistul în preistorie, André Leroi-Gourhan consideră acest drum ca fiind un spațiu de schimburi încă din paleolitic, însă care n-a fost evocat în cronicile chinezești decât începând din secolul al II-lea î.Hr..
Această necesitate de schimburi au dus treptat la crearea unui drum comercial. În timpul împăratului Wudi (141-87) s-a dublat întinderea Hanatului. Reacțiunea lui la expansiunea Hanatului s-a manifestat prin cucerirea teritoriilor dușmane. Prin izbânda sa împotriva lui Xiongnu a reușit să controleze definitiv Asia centrală. Trupele lui Wudi ocupă Pamirul și Ferghana reușind astfel să deschidă drumul comercial spre China.
Grecii apoi romanii au început să vorbească despre o țară îndepărtată pe care ei o denumeau Țara serilor, pentru a desemna ceea ce denumim astăzi China. Romanii au devenit mari amatori de mătase, după ce ei o achiziționaseră, pe la începutul erei creștine, de la parți: aceștia organizaseră comerțul cu mătase. Numeroase alte produse erau transportate pe aceleași rute: pietre prețioase și semiprețioase, porțelanuri, stofe de lână sau de in, ambră, fildeș, lac, mirodenii, sticlă, coral, metale prețioase și arme, etc.
Comerțul se dezvoltă pe traseul Drumului Mătăsii; în timp ce în răsărit drumul comercial este relativ sigur, în vest siguranța comerțului este amenințată prin conflictul dintre romani și partheri și numai prin iscusința diplomatică a lui Augustus pacea este asigurată pentru o anumită perioadă de timp. În timpul dinastiei Tang a înflorit de asemenea comerțul, preluând de la perși controlul asupra drumului comercial. Al doilea împărat din dinastia Tang, Tang Taizong, a reușit să controleze cea mai mare parte a Asiei centrale, ca și Tarim.
Mai târziu, Imperiul bizantin a reușit să recucerească o parte din teritorii din Asia și să-și asigure astfel contactul cu Drumul Mătăsii.
După dinastia Tang, drumul comercial devine nesigur datorită atacurilor repetate și prădarea caravanelor.
Un rol important în extinderea acestui drum comercial a fost asigurat de Imperiul Mongol, care în secolul al XIII-lea d.C. (dinastia Yuan) a asigurat ordinea și siguranța caravanelor. Imperiul mongol însă nu a fost unul de durată îndelungată, pentru că deja în 1262 începe destrămarea acestuia. Doar partea sa răsăriteană, sub conducerea lui Kublai Khan, rămâne stabilă.
Dinastia Ming, în anul 1368, duce o politică agresivă împotriva triburilor mongole, recucerind teritoriile pierdute.
Dezvoltarea schimbului comercial nu atinge nivelul din timpul dinastiei Tang. Dimpotrivă, în timpul dinastiei Song comerțul atinge un nivel scăzut, datorită dezvoltării comerțului maritim în sud-estul Asiei, pe de o parte, și apariției a noi comerciale create de arabi, pe de altă parte. Mai târziu, când au apărut în Europa puterile maritime Portugalia și Spania, Drumul Mătăsii și-a pierdut aproape complet importanța. În 1514, portughezii ajung în China, iar mai târziu spaniolii în Asia.  Interesul Europei din timpul Marilor Descoperiri Geografice se îndreaptă  înspre Lumea Noua (America de Nord și de Sud), dar și spre alte zone ale lumii, așa cum ar fi Oceania, Australia și Noua Zeelandă. În prezent Drumul Mătăsii devine din nou reactivat prin zăcămintele de țiței, gaz natural, și datorită turismului.
În ultimul deceniu China a reinițiat ideea restabilirii drumului mătăsii în programul o centură, un drum care să conecteze Europa de China.